# 范敵真
ガンガーラージャ（サンスクリット語: गंगाराज, ラテン文字転写: Gangārāja, 生没年不詳）は、チャンパ王国（林邑国）第2王朝の第4代国王（在位：413年 - 415年）。漢文史料では范敵真（はんてきしん、ベトナム語: Phạm Địch Chớn）と記される。

## 生涯
バドラヴァルマン1世の子。父王の死後に即位すると、弟の范敵鎧がその母と共に出奔した。ガンガーラージャは二人を許すことができなかったことを悔やんで、国を捨てて憧れていたインドに赴こうとした。大臣の蔵麟（『梁書』では蔵膋）に強く諫められたが聞き入れず、外甥のマノラタヴァルマンに譲位してガンジス川に向かった。

## 参考資料
- George Cœdès (May 1, 1968). The Indianized States of South-East Asia. University of Hawaii Press. ISBN 978-0824803681
- Sailendra Nath Sen (1999). Ancient Indian History and Civilization. New Age Internationalisbn=978-8122411980
- Geetesh Sharma (2010). Traces of Indian Culture in Vietnam. Rajkamal Prakashan. ISBN 978-8190540148
- 石井米雄、桜井由躬雄 編『東南アジア史 I 大陸部』山川出版社〈新版 世界各国史 5〉、1999年12月20日。ISBN 978-4634413504。
- 『梁書』巻五十四 列伝第四十八 林邑国
- 『南史』巻七十八 列伝第六十八 林邑国
- 『大越史記全書』外紀巻之四 属呉晋宋斉梁紀